# Lijst van universiteiten in Zwitserland
Dit is een lijst van universiteiten in Zwitserland.

## Nationale Universiteiten
- Eidgenössische Technische Hochschule Zürich (ETHZ) (Zürich)
- École Polytechnique Fédérale de Lausanne (EPFL) (Lausanne)

## Kantonnale Universiteiten
- Universiteit van Bazel (Bazel)
- Universiteit van Bern (Bern)
- Universiteit van Fribourg (Fribourg)
- Universiteit van Genève - (Genève)
- Universiteit van Neuchâtel (Neuchâtel)
- Universiteit van Lausanne (Lausanne)
- Universiteit van Luzern (Luzern)
- Universiteit della Svizzera Italiana (Lugano)
- Universiteit van Sankt Gallen (HSG) (Sankt Gallen)
- Universiteit Zürich (Zürich)

## Nieuwe universiteiten
ook: Universiteiten voor toegepaste wetenschappen
- Berner Fachhochschule
- Fachhochschule Aargau
- Fachhochschule beider Basel
- Fachhochschule Ostschweiz
- Fachhochschule Solothurn - Nordwestschweiz
- Fachhochschule Zentralsschweiz
- Haute École Spécialisée de Suisse Occidentale
- Scuola Universitaria Professionale della Svitzera Italiana
- Zürcher Fachhochschule

## Universitaire instituten
- Institut de Hautes Études Internationales et du Développement (IHEID)
- Institut de Hautes Études en Administration Publique (IDHEAP)
- Institut Universitaire Kurt Bösch (IKB)
- Pädagogische Hochschule St. Gallen
- Schweizerische Zentralstelle für die Weiterbildung von Mittelschullehrpersonen